# Evelyn Farkas

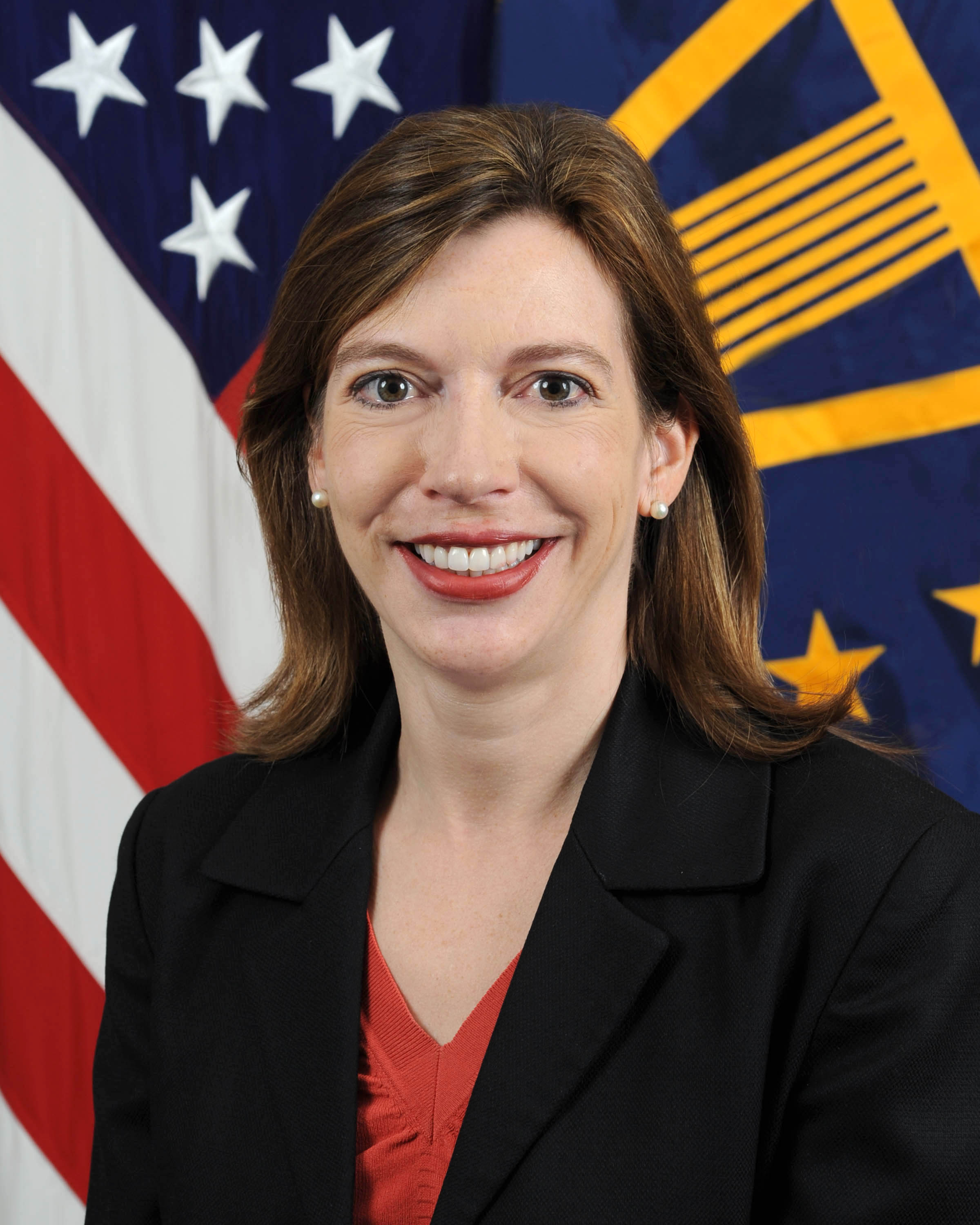
Evelyn Farkas

Evelyn N. Farkas (* 6. Dezember 1967) ist eine amerikanische Sicherheitsexpertin. Im US-Verteidigungsministerium war sie von 2012 bis 2015 zuständig für Russland/Ukraine/Eurasien.
Farkas ist Inhaberin einer Strategieberatungsfirma, Fellow des Atlantic Council, und bei NBC/MSNBC Expertin für Themen der nationalen Sicherheit.

## Leben
Ihr Vater floh nach dem niedergeschlagenen Aufstand von 1956 aus Ungarn. Ihren B.A. machte Farkas 1989 am Franklin & Marshall College; anschließend erwarb sie M.A. und Ph.D. an der Fletcher School of Law and Diplomacy.
1996 und 1997 war sie für die OSZE in Bosnien tätig.
Von 1997 bis 2001 unterrichtete Farkas internationale Beziehungen an der Marine Corps University.
Anschließend war sie bis 2008 für den Verteidigungsausschuss des US-Senats tätig. 2009 arbeitete sie in den Denkfabriken American Security Project und Center for National Policy.
Nach Barack Obamas Wahlsieg wechselte sie von der Legislative in die Exekutive: Von 2010 bis 2012 beriet sie den US-Verteidigungsminister und den Supreme Allied Commander Europe. Von 2012 bis 2015 war sie stv. Abteilungsleiterin im Verteidigungsministerium.

## Veröffentlichungen
- Fractured States and U.S. Foreign Policy: Iraq, Ethiopia, and Bosnia in the 1990s. Springer, 2003, ISBN 978-0-230-60602-9 (englisch).